# Rio Tana
O Rio Tana é o rio mais extenso do Quénia. Percorre 800 km para sueste, desde os Montes Aberdare até ao Oceano Índico, onde desagua cerca de 90 km a nordeste de Melinde. No curso superior do rio foram construídas várias barragens nas décadas de 1960 e 1970 para aproveitamento hidroeléctrico. Na parte inferior do seu curso, na planície, cultivam-se bananas, mandioca, milho e arroz.